# Heliodoro (filósofo do século VI)
Heliodoro (em latim: Heliodorus; em grego: Ἡλιόδωρος) é citado como o autor de um trabalho intitulado Comentário (datado de 564), que comentou a obra Introdução ou Rudimentos de Paulo de Alexandria, o astrólogo alexandrino do século IV. O nome "Heliodoro" aparece apenas no último dos dois grupos de manuscritos e, portanto, é um tanto duvidoso. Leendert Westerink argumentou que o comentário consiste em notas de palestras, provavelmente dadas em 564 pelo filósofo e astrólogo do século VI Olimpiodoro, o Jovem. Originalmente sua obra foi atribuída a Heliodoro de Alexandria, mas é improvável essa associação.